# Molenbeek-Saint-Jean
Molenbeek-Saint-Jean (niderl. Sint-Jans-Molenbeek) – miasto i gmina w Belgii, jedna z 19 w dwujęzycznym Regionie Stołecznym Brukseli, w Okręgu Stołecznym Brukseli. 1 stycznia 2023 liczyła 98 270 mieszkańców. Ośrodek przemysłu spożywczego.

## Historia

### Początki i średniowiecze
Nazwa Molenbeek pochodzi od dwóch niderlandzkich słów: molen (pl. młyn) i beek (pl. potok). Początkowo nazywano tak jedynie potok płynący przez wioskę, dopiero około 985 roku zaczęto nazywać tak miejscowość przez którą płynął. W okresie wczesnego średniowiecza, Molenbeek był znany z cudownej studni św. Gertrudy, która przyciągała tysiące pielgrzymów. W XIII wieku wieś stała się częścią Brukseli. W rezultacie Molenbeek stracił znaczną część swoich ziem na korzyść silniejszego sąsiada. Ponadto w roku 1578 rozebrano główny kościół co doprowadziło do dalszego upadku.

### Od XVIII do XXI wieku
Wiejski charakter miasta pozostał aż do XVIII wieku, kiedy to nastała rewolucja przemysłowa. Za pośrednictwem handlu i produkcji do Molenbeek powróciły czasy prosperity. W 1785 roku miasto odzyskało status niezależnej gminy. W kolejnych latach do miasta przyjeżdżało wielu pracowników najpierw z innych prowincji Belgii oraz Francji, a następnie z południowej Europy i ostatnio ze wschodniej Europy i krajów afrykańskich. 
W ciągu ostatnich kilkunastu lat znaczna społeczność muzułmańska pochodzenia głównie marokańskiego i tureckiego stała się w Molenbeek bardzo widoczna. Obecnie ubóstwo jest dużym problemem w Molenbeek. Wśród mieszkańców panuje 30-procentowe bezrobocie, 37-procentowe wśród młodzieży.
Molenbeek zyskało w ostatnich latach rozgłos jako miejsce pochodzenia lub kraju poprzedniego zamieszkania ekstremistów islamskich. Również po serii zamachów terrorystycznych w Paryżu z 13 listopada 2015 roku ślad poprowadził do Molenbeek.

## Komunikacja
Przez gminę przebiegają linie metraː nr 1, nr 2, nr 5 i nr 6 ze stacjamiː Comte de Flandre/Graaf van Vlaanderen, Étangs Noirs/Zwarte Vijvers, Osseghem/Ossegem, Belgica, Beekkant, Gare de l’Ouest/Weststation, i Ribaucourt, jak również linie tramwajowe nr 82, 83 i 85.

## Współpraca
Miejscowości partnerskie:
- Levallois-Perret, Francja
- Wadżda, Maroko